# Lista de episódios de V (telessérie de 2009)
A seguir, uma lista de episódios de V, um remake da minissérie de mesmo nome exibida em 1983, desenvolvida por Scott Peters.

## Geral
| Temporada | Temporada | Episódios | Transmissão original  | Transmissão original | Lançamento de DVD e Blu-ray | Lançamento de DVD e Blu-ray | Lançamento de DVD e Blu-ray |
| Temporada | Temporada | Episódios | Season premiere       | Season finale        | Região 1                    | Região 2                    | Região 4                    |
| --------- | --------- | --------- | --------------------- | -------------------- | --------------------------- | --------------------------- | --------------------------- |
|           | 1         | 12        | 3 de novembro de 2009 | 18 de maio de 2010   | 2 de novembro de 2010       | 8 de novembro de 2010       | 10 de novembro de 2010      |
|           | 2         | 10        | 4 de janeiro de 2011  | 15 de março de 2011  | —                           | —                           | —                           |

## Primeira temporada (2009 – 2010)
| № | #  | Título (Original/DVD Portugal)                       | Direção               | Roteiro                                                               | Transmissão original   | Código de produção | Telespectadores - EUA (miilhões) |
| --- | -- | ---------------------------------------------------- | --------------------- | --------------------------------------------------------------------- | ---------------------- | ------------------ | -------------------------------- |
| 1 | 1  | "Pilot" "A Chegada"                                  | Yves Simoneau         | História de: Kenneth Johnson & Scott Peters Teleplay de: Scott Peters | 3 de novembro de 2009  | 276049             | 14.30                            |
| Repentinamente, 29 naves espaciais posicionam-se sobre as capitais das nações mais importantes do mundo. Anna, a líder dos Visitantes ou "V", como passam a ser conhecidos, transmite a sua mensagem de união e colaboração, clamando que são pela paz. Rapidamente, os extraterrestres transformam-se num fenómeno mundial e numa grande atração. Mas a agente do FBI Erica Evans e outros membros de uma emergente resistência aos recém-chegados, têm motivos para duvidar das boas intenções dos V. |    |                                                      |                       |                                                                       |                        |                    |                                  |
| 2 | 2  | "There Is No Normal Anymore" "Já Não Há Normalidade" | Yves Simoneau         | Scott Peters & Sam Egan                                               | 10 de novembro de 2009 | 3X5401             | 10.70                            |
| Anna usa o jornalista Chad Decker para se comunicar com o mundo, sem que o mesmo se aperceba. Erica e o Padre Jack percebem rapidamente que estão juntos na luta contra os V e são perseguidos. |    |                                                      |                       |                                                                       |                        |                    |                                  |
| 3 | 3  | "A Bright New Day" "Um Novo Dia Resplandescente"     | Frederick E. O. Toye  | Diego Gutierrez & Christine Roum                                      | 17 de novembro de 2009 | 3X5402             | 9.32                             |
| O governo americano concede 100 vistos a extraterrestres, para residirem no país e Chad Decker informa o mundo do acontecimento. Entretanto, Tyler apaixona-se por Lisa, recrutadora dos V e filha de Anna. Mais tarde, Erica é enviada para proteger as instalações dos V e obrigada a trabalhar com eles. |    |                                                      |                       |                                                                       |                        |                    |                                  |
| 4 | 4  | "It's Only the Beginning" "É Só o Início"            | Yves Simoneau         | Cameron Litvack & Angela Russo Otstot                                 | 24 de novembro de 2009 | 3X5403             | 9.20                             |
| A verdade acerca de uma perigosa injeção dos V é deixada à vista de todos. Erica une esforços com Ryan para investigar a ameaça. Na Nave-Mãe, Anna pede a Lisa para a apresentar a Tyler. Chad começa a duvidar das boas intenções dos Visitantes. Tyler é pela primeira vez sujeito à "Benção" de Anna... e tem um vislumbre do outro lado. |    |                                                      |                       |                                                                       |                        |                    |                                  |
| 5 | 5  | "Welcome to the War" "Bem-vindo à Guerra"            | Yves Simoneau         | Scott Rosenbaum                                                       | 30 de março de 2010    | 3X5404             | 7.03                             |
| A vida de Erica é ameaçada depois de ser atacada por um V na sua própria casa. Entretanto, a Resistência entra numa situação perigosa ao tentar recrutar um dos criminosos mais procurados dos EUA. Enquanto isso, a gravidez de Val provoca-lhe desejos bizarros e Anna prepara-se para a guerra que está por vir. |    |                                                      |                       |                                                                       |                        |                    |                                  |
| 6 | 6  | "Pound of Flesh" "Retribuição"                       | Dean White            | Charles Murray & Natalie Chaidez                                      | 6 de abril de 2010     | 3X5405             | 5.79                             |
| Um grupo de humanos é convidado para passar uma noite nas 29 naves. Anna faz um discurso à Terra, que ameaça secretamente os rebeldes. A gravidez de Val avança de forma anormalmente rápida. Tyler descobre um segredo de Erica. |    |                                                      |                       |                                                                       |                        |                    |                                  |
| 7 | 7  | "John May"                                           | Jonathan Frakes       | Gregg Hurwitz                                                         | 13 de abril de 2010    | 3X5406             | 5.61                             |
| Erica, Ryan e Jack saem numa missão perigosa para encontrar o lendário John May, para que possam resgatar Georgie. Anna traz Chad novamente à Nave-Mãe para uma reportagem ao vivo sobre o Programa Viver a Bordo. Tyler confronta a sua mãe sobre o seu passado misterioso. Anna apresenta o seu exército. |    |                                                      |                       |                                                                       |                        |                    |                                  |
| 8 | 8  | "We Can't Win" "Não Conseguiremos Vencer"            | David Barrett         | Christine Roum & Cameron Litvack                                      | 20 de abril de 2010    | 3X5407             | 5.81                             |
| Anna e Chad vão para a Suíça, participar no Encontro Energético das Nações Unidas. Anna apresenta à Terra a sua maior dádiva: a limpa e auto-sustentável Energia Azul. Erica descobre que a Quinta Coluna está a ser investigada e persegue um atirador furtivo dos V. Uma desolada Valerie é obrigada a fugir. |    |                                                      |                       |                                                                       |                        |                    |                                  |
| 9 | 9  | "Heretic's Fork" "A Forquilha do Herege"             | Frederick E. O. Toye  | John Wirth & Angela Russo Otstot                                      | 27 de abril de 2010    | 3X5408             | 4.87                             |
| Erica, Jack e Hobbes percebem que os V sabem os nomes dos membros da Quinta Coluna. Ryan faz uma revelação a Val. Chad começa o processo para remover o seu aneurisma. Lisa tenta afastar Tyler do Programa Viver a Bordo. |    |                                                      |                       |                                                                       |                        |                    |                                  |
| 10 | 10 | "Hearts and Minds" "Corações e Mentes"               | Bobby Roth            | Gregg Hurwitz                                                         | 4 de maio de 2010      | 3X5409             | 5.37                             |
| Erica, Ryan, padre Jack e Hobbes descobrem que Anna enviou uma nave cheia de V para os matar, e tentam impedi-los de aterrar. Entretanto, Anna convida Tyler para o Programa Viver a Bordo, e o FBI destaca Erica para investigar a resistência aos V. |    |                                                      |                       |                                                                       |                        |                    |                                  |
| 11 | 11 | "Fruition" "Fruição"                                 | Bryan Spicer          | John Wirth & Natalie Chaidez                                          | 11 de maio de 2010     | 3X5410             | 5.69                             |
| Depois de um ataque violento a alguém bem próximo a Anna, ela transmite a mensagem de que os V não se sentem a salvo na Terra e de que partirão, o que causa constrenação pública. Erica e a sua equipa tentam localizar um cientista refugiado, que pode ter criado uma arma contra os V. |    |                                                      |                       |                                                                       |                        |                    |                                  |
| 12 | 12 | "Red Sky" "Céu Vermelho"                             | Robert Duncan McNeill | Scott Rosenbaum & Gregg Hurwitz                                       | 18 de maio de 2010     | 3X5411             | 5.86                             |
| Val entra em trabalho de parto. Erica e Tyler são convidados para um jantar com Anna e Lisa, a bordo da Nave-Mãe. Erica aproveita a oportunidade e elabora um plano que pode destruir Anna. |    |                                                      |                       |                                                                       |                        |                    |                                  |

## Segunda temporada (2011)
| № | #  | Título (Original/DVD Portugal)                    | Direção        | Roteiro                         | Estreia EUA(ABC) e Brasil(Warner Channel)    | Código de produção | Telespectadores - EUA (milhões) |
| --- | -- | ------------------------------------------------- | -------------- | ------------------------------- | -------------------------------------------- | ------------------ | ------------------------------- |
| 13 | 1  | "Red Rain" "Chuva Vermelha"                       | Bryan Spicer   | Scott Rosenbaum & Gregg Hurwitz | 04 de Janeiro de 2011 05 de Julho de 2011    | 3X6201             | 6.59                            |
| Continuando a acção do episódio final da primeira temporada, Anna liberta Chuva Vermelha sobre a Terra, o que causa o caos. Entretanto, Ryan é mantido em isolamento na Nave-Mãe longe do bebé híbrido, no qual Anna planeia fazer experiências. Erica procura um cientista capaz de lhe explicar o Céu Vermelho, e descobre qual é o terrível plano dos V para o nosso planeta. |    |                                                   |                |                                 |                                              |                    |                                 |
| 14 | 2  | "Serpent's Tooth" "O Dente da Serpente"           | Steve Shill    | Gregg Hurwitz                   | 11 de Janeiro de 2011 12 de Julho de 2011    | 3X6202             | 5.77                            |
| Anna e Diana enfrentam-se num local remoto da Nave-Mãe — Diana está aí presa há 15 anos, sem ter contacto com ninguém. Erica manda o sangue de Tyler para análise e suspeita que os V lhe fizeram alguma coisa durante a gravidez, 18 anos antes. Anna tem um novo objetivo... a alma humana.                                                                                    |    |                                                   |                |                                 |                                              |                    |                                 |
| 15 | 3  | "Laid Bare" "Revelação"                           | David Barrett  | Gwendolyn M. Parker             | 18 de Janeiro de 2011 19 de Julho de 2011    | 3X6203             | 5.70                            |
| Erica descobre que o seu parceiro Malik é um V, e sujeita-a a um interrogatório brutal. Anna descobre que Malik está desaparecido e ordena que Ryan que o encontre. Lisa percebe que o seu corpo começou a mudar, deixando-a cada vez mais parecida com a mãe. |    |                                                   |                |                                 |                                              |                    |                                 |
| 16 | 4  | "Unholy Alliance" "Aliança Profana"               | Dean White     | Rockne S. O'Bannon              | 01 de Fevereiro de 2011 26 de Julho de 2011  | 3X6204             | 5.29                            |
| Anna utiliza Chad para obter a aprovação das autoridades do Vaticano para os V. Erica, que agora tem um novo parceiro, vai atrás do líder da parcela radical da Quinta Coluna, que manda assassinar três Embaixadores da Paz. |    |                                                   |                |                                 |                                              |                    |                                 |
| 17 | 5  | "Concordia" "Concórdia"                           | Jesse Warn     | David Rambo                     | 08 de Fevereiro de 2011 02 de Agosto de 2011 | 3X6205             | 5.40                            |
| Anna anuncia um plano de renovação urbana para a Terra, que denomina de "Concórdia", mas esconde um maquiavélico plano. Eli vê a gala de inauguração do projeto como o momento perfeito para assassinar Anna, e tenta convencer a Quinta Coluna a participar. |    |                                                   |                |                                 |                                              |                    |                                 |
| 18 | 6  | "Siege" "Cerco"                                   | John Behring   | Dean Widenmann                  | 15 de Fevereiro de 2011 09 de Agosto de 2011 | 3X6206             | 5.43                            |
| Anna fica cada vez mais furiosa com o atrevimento da Quinta Coluna, e decide usar Ryan para se livrar da resistência de uma vez por todas. Lisa encontra Diana e descobre a verdade. |    |                                                   |                |                                 |                                              |                    |                                 |
| 19 | 7  | "Birth Pangs" "Dores de Parto"                    | David Barrett  | Cathryn Humphris                | 22 de Fevereiro de 2011 16 de Agosto de 2011 | 3X6207             | 5.14                            |
| Erica assegura a sua posição na Quinta Coluna, ao receber informações confidenciais de Hong Kong. Anna pensa em livrar-se de Tylor, dado que os seus níveis de fósforo não são altos o suficiente. Erica descobre que Anna pode manipular ADN humano. Lisa e Diana firmam uma aliança.                                                                                           |    |                                                   |                |                                 |                                              |                    |                                 |
| 20 | 8  | "Uneasy Lies the Head" "Mente Inquieta"           | Jeff Woolnough | Cameron Litvack & Gregg Hurwitz | 01 de Março de 2011 23 de Agosto de 2011     | 3X6208             | 5.04                            |
| Erica organiza a Quinta Coluna em todo o mundo, para um ataque arriscado ao esquema de ADN dos V. Mas há efeitos secundários humanos. Ryan tenta resgatar a sua filha, e obtém um aliado inesperado. |    |                                                   |                |                                 |                                              |                    |                                 |
| 21 | 9  | "Devil in a Blue Dress" "Demónio Vestido de Azul" | Ralph Hemecker | Hans Tobeason                   | 08 de Março de 2011 30 de Agosto de 2011     | 3X6209             | 4.94                            |
| A Quinta Coluna apercebe-se de que os reatores de Energia Azul existem para servir a invasão dos V, e preparam-se para impedir que estes sejam ativados. Mas Anna tem uma última e poderosa arma: a "Benção". Diana aconselha Lisa a desafiar a mãe, e a cumprir o seu destino de salvar a raça humana.                                                                          |    |                                                   |                |                                 |                                              |                    |                                 |
| 22 | 10 | "Mother's Day" "Dia da Mãe"                       | Bryan Spicer   | Scott Rosenbaum & Gregg Hurwitz | 15 de Março de 2011 06 de Setembro de 2011   | 3X6210             | 5.51                            |
| Para garantir a evolução dos V, Anna continua focada em fazer Lisa engravidar de Tyler. Entretanto, tanto Erica quanto Diana imploram a Lisa para salvar a humanidade, ao ocupar o lugar de Anna no poder. Mas mesmo com a ajuda da Quinta Coluna, uma revolta liderada por Lisa, tem resultados devastadores e imprevisíveis.                                                   |    |                                                   |                |                                 |                                              |                    |                                 |